# DDR-Einzelmeisterschaft im Schach 1958
Die 9. DDR-Einzelmeisterschaft im Schach fand vom 23. November bis 7. Dezember 1958 in Schkopau statt.

## Allgemeines
Die Teilnehmer hatten sich über das sogenannte Dreiviertelfinale sowie ein System von Vorberechtigungen und Freiplätzen für diese Meisterschaft qualifiziert. Die Dreiviertelfinals fanden vom 17. bis 29. August 1958 in drei Gruppen in Aschersleben, Finsterwalde und Oschatz statt.

## Meisterschaft der Herren
Wolfgang Uhlmann wurde seiner Favoritenrolle gerecht und holte seinen dritten Meistertitel. Weltklassespielerin Edith Keller-Herrmann spielte zum zweiten Mal im Herrenturnier mit, nachdem sie im DDR-Frauenschach ohne gleichwertige Konkurrentin war. Nach 10 Runden lagen vier Spieler (Uhlmann, Pietzsch, Zinn und Rätsch) punktgleich vorn. In der Folge schüttelte Uhlmann seine Rivalen nacheinander ab und gewann allein.

### Abschlusstabelle
|    | Teilnehmer               | 01 | 02 | 03 | 04 | 05 | 06 | 07 | 08 | 09 | 10 | 11 | 12 | 13 | 14 | 15 | 16 | Punkte |
| -- | ------------------------ | -- | -- | -- | -- | -- | -- | -- | -- | -- | -- | -- | -- | -- | -- | -- | -- | ------ |
| 01 | Wolfgang Uhlmann         |    | 0  | 1  | 1  | 1  | ½  | 1  | ½  | ½  | ½  | 1  | 1  | 1  | ½  | 1  | 1  | 11½    |
| 02 | Wolfgang Pietzsch        | 1  |    | 1  | 0  | 1  | ½  | ½  | 1  | ½  | 1  | ½  | 1  | 1  | ½  | ½  | 1  | 11     |
| 03 | Lothar Zinn              | 0  | 0  |    | 1  | ½  | ½  | ½  | 0  | 1  | 1  | ½  | 1  | 1  | 1  | 1  | 1  | 10     |
| 04 | Heinz Rätsch             | 0  | 1  | 0  |    | 0  | ½  | 1  | 1  | ½  | ½  | ½  | ½  | 1  | 1  | ½  | 1  | 09     |
| 05 | Albert Zirngibl          | 0  | 0  | ½  | 1  |    | 1  | 1  | 0  | ½  | ½  | 1  | 1  | ½  | ½  | 1  | ½  | 09     |
| 06 | Joachim Franz            | ½  | ½  | ½  | ½  | 0  |    | 1  | ½  | ½  | ½  | 1  | 0  | 1  | ½  | 1  | ½  | 08½    |
| 07 | Werner Breustedt         | 0  | ½  | ½  | 0  | 0  | 0  |    | ½  | 1  | 1  | ½  | 1  | ½  | 1  | 1  | ½  | 08     |
| 08 | Werner Golz              | ½  | 0  | 1  | 0  | 1  | ½  | ½  |    | ½  | 0  | 0  | 1  | ½  | ½  | ½  | 1  | 07½    |
| 09 | Hans-Joachim Brandenburg | ½  | ½  | 0  | ½  | ½  | ½  | 0  | ½  |    | 1  | 0  | 1  | ½  | ½  | 1  | ½  | 07½    |
| 10 | Bernhard Dorawa          | ½  | 0  | 0  | ½  | ½  | ½  | 0  | 1  | 0  |    | 1  | 0  | ½  | 1  | ½  | 1  | 07     |
| 11 | Günter Fiensch           | 0  | ½  | ½  | ½  | 0  | 0  | ½  | 1  | 1  | 0  |    | 0  | ½  | 1  | 0  | 1  | 06½    |
| 12 | Horst Handel             | 0  | 0  | 0  | ½  | 0  | 1  | 0  | 0  | 0  | 1  | 1  |    | 0  | 1  | ½  | 1  | 06     |
| 13 | Edith Keller-Herrmann    | 0  | 0  | 0  | 0  | ½  | 0  | ½  | ½  | ½  | ½  | ½  | 1  |    | 0  | ½  | 1  | 05½    |
| 14 | Bodo Starck              | ½  | ½  | 0  | 0  | ½  | ½  | 0  | ½  | ½  | 0  | 0  | 0  | 1  |    | ½  | ½  | 05     |
| 15 | Manfred Kahn             | 0  | ½  | 0  | ½  | 0  | 0  | 0  | ½  | 0  | ½  | 1  | ½  | ½  | ½  |    | ½  | 05     |
| 16 | Horst Kunz               | 0  | 0  | 0  | 0  | ½  | ½  | ½  | 0  | ½  | 0  | 0  | 0  | 0  | ½  | ½  |    | 03     |

### Dreiviertelfinale
in Aschersleben
|    | Teilnehmer        | 01 | 02 | 03 | 04 | 05 | 06 | 07 | 08 | 09 | 10 | 11 | 12 | 13 | 14 | Punkte |
| -- | ----------------- | -- | -- | -- | -- | -- | -- | -- | -- | -- | -- | -- | -- | -- | -- | ------ |
| 01 | Joachim Franz     |    | ½  | ½  | 0  | ½  | 1  | 1  | ½  | 1  | 1  | 1  | 1  | 1  | 1  | 10     |
| 02 | Sieghart Dittmann | ½  |    | 1  | ½  | ½  | 1  | ½  | ½  | ½  | ½  | 1  | 1  | ½  | 1  | 09     |
| 03 | Lothar Zinn       | ½  | 0  |    | 1  | 1  | ½  | ½  | 0  | 1  | 1  | ½  | 1  | 1  | 1  | 09     |
| 04 | Albert Zirngibl   | 1  | ½  | 0  |    | 1  | ½  | ½  | ½  | ½  | 0  | 1  | 1  | 1  | 1  | 08½    |
| 05 | Olaf Thal         | ½  | ½  | 0  | 0  |    | 1  | 1  | 1  | ½  | 0  | ½  | ½  | 1  | 1  | 07½    |
| 06 | Günther Möhring   | 0  | 0  | ½  | ½  | 0  |    | ½  | ½  | 1  | 1  | 1  | 1  | ½  | 1  | 07½    |
| 07 | Günter Fiensch    | 0  | ½  | ½  | ½  | 0  | ½  |    | ½  | ½  | 1  | 1  | ½  | ½  | 1  | 07     |
| 08 | Karl Knothe       | ½  | ½  | 1  | ½  | 0  | ½  | ½  |    | 0  | ½  | 0  | 1  | ½  | 1  | 06½    |
| 09 | Klaus Hartmann    | 0  | ½  | 0  | ½  | ½  | 0  | ½  | 1  |    | 1  | ½  | 0  | 1  | 1  | 06½    |
| 10 | Zebisch           | 0  | ½  | 0  | 1  | 1  | 0  | 0  | ½  | 0  |    | 0  | 0  | 1  | ½  | 04½    |
| 11 | Lothar Kleine     | 0  | 0  | ½  | 0  | ½  | 0  | 0  | 1  | ½  | 1  |    | 0  | 1  | 0  | 04½    |
| 12 | Rainer Tröger     | 0  | 0  | 0  | 0  | ½  | 0  | ½  | 0  | 1  | 1  | 1  |    | 0  | ½  | 04½    |
| 13 | Granitzki         | 0  | ½  | 0  | 0  | 0  | ½  | ½  | ½  | 0  | 0  | 0  | 1  |    | 1  | 04     |
| 14 | M. Rathai         | 0  | 0  | 0  | 0  | 0  | 0  | 0  | 0  | 0  | ½  | 1  | ½  | 0  |    | 02     |

in Finsterwalde
|    | Teilnehmer               | 01 | 02 | 03 | 04 | 05 | 06 | 07 | 08 | 09 | 10 | 11 | 12 | 13 | Punkte |
| -- | ------------------------ | -- | -- | -- | -- | -- | -- | -- | -- | -- | -- | -- | -- | -- | ------ |
| 01 | Wolfgang Pietzsch        |    | ½  | 1  | 1  | 1  | 1  | 1  | 1  | 1  | ½  | 1  | 1  | 1  | 11     |
| 02 | Horst Handel             | ½  |    | ½  | ½  | ½  | 0  | 1  | 1  | 1  | 1  | ½  | 1  | 1  | 08½    |
| 03 | Werner Golz              | 0  | ½  |    | ½  | ½  | 1  | 1  | ½  | 1  | 1  | 0  | ½  | 1  | 07½    |
| 04 | Manfred Kahn             | 0  | ½  | ½  |    | ½  | ½  | ½  | ½  | 1  | ½  | ½  | 1  | 1  | 07     |
| 05 | Lehmann                  | 0  | ½  | ½  | ½  |    | 1  | 1  | 0  | 0  | ½  | ½  | 1  | 1  | 06½    |
| 06 | Hans-Joachim Brandenburg | 0  | 1  | 0  | ½  | 0  |    | 0  | 1  | 1  | 0  | 1  | 1  | 1  | 06½    |
| 07 | Horst Kunz               | 0  | 0  | 0  | ½  | 0  | 1  |    | ½  | 1  | 1  | 1  | ½  | 1  | 06½    |
| 08 | Hermann Brameyer         | 0  | 0  | ½  | ½  | 1  | 0  | ½  |    | 1  | 0  | 1  | 1  | 0  | 05½    |
| 09 | Otto Pallwitz            | 0  | 0  | 0  | 0  | 1  | 0  | 0  | 0  |    | 1  | 1  | 1  | 1  | 05     |
| 10 | Göbel                    | ½  | 0  | 0  | ½  | ½  | 1  | 0  | 1  | 0  |    | ½  | 0  | ½  | 04½    |
| 11 | Manfred Hoppensack       | 0  | ½  | 1  | ½  | ½  | 0  | 0  | 0  | 0  | ½  |    | ½  | 1  | 04½    |
| 12 | Werner Nerenz            | 0  | 0  | ½  | 0  | 0  | 0  | ½  | 0  | 0  | 1  | ½  |    | ½  | 03     |
| 13 | Frohß                    | 0  | 0  | 0  | 0  | 0  | 0  | 0  | 1  | 0  | ½  | 0  | ½  |    | 02     |

in Oschatz
|    | Teilnehmer       | 01 | 02 | 03 | 04 | 05 | 06 | 07 | 08 | 09 | 10 | 11 | 12 | 13 | 14 | Punkte |
| -- | ---------------- | -- | -- | -- | -- | -- | -- | -- | -- | -- | -- | -- | -- | -- | -- | ------ |
| 01 | Reinhart Fuchs   |    | ½  | ½  | ½  | ½  | 1  | 1  | 1  | 1  | 1  | 1  | ½  | 1  | 1  | 10½    |
| 02 | Jürgen Mädler    | ½  |    | ½  | 0  | 1  | ½  | 1  | ½  | 1  | 1  | +  | ½  | 1  | 1  | 09½    |
| 03 | Heinz Rätsch     | ½  | ½  |    | 1  | 1  | ½  | ½  | ½  | ½  | ½  | 1  | 1  | ½  | 1  | 09     |
| 04 | Bernhard Dorawa  | ½  | 1  | 0  |    | 0  | ½  | 1  | ½  | ½  | 1  | 1  | ½  | 1  | 1  | 08½    |
| 05 | Bodo Starck      | ½  | 0  | 0  | 1  |    | 1  | ½  | 0  | 1  | 1  | ½  | 1  | 1  | 1  | 08½    |
| 06 | Werner Breustedt | 0  | ½  | ½  | ½  | 0  |    | 1  | 1  | ½  | 1  | 1  | ½  | 0  | ½  | 07     |
| 07 | Rolf Schlieder   | 0  | 0  | ½  | 0  | ½  | 0  |    | ½  | 1  | ½  | +  | 1  | 1  | ½  | 06½    |
| 08 | Hans Burzlaff    | 0  | ½  | ½  | ½  | 1  | 0  | ½  |    | 0  | 1  | ½  | ½  | 1  | 0  | 06     |
| 09 | Dietmar Arnold   | 0  | 0  | ½  | ½  | 0  | ½  | 0  | 1  |    | 0  | 0  | 1  | 1  | 1  | 05½    |
| 10 | Schröder         | 0  | 0  | ½  | 0  | 0  | 0  | ½  | 0  | 1  |    | ½  | 1  | 1  | 1  | 05½    |
| 11 | Fritz Baumbach   | 0  | –  | 0  | 0  | ½  | 0  | –  | ½  | 1  | ½  |    | ½  | ½  | 1  | 04½    |
| 12 | Kahl             | ½  | ½  | 0  | ½  | 0  | ½  | 0  | ½  | 0  | 0  | ½  |    | 0  | 1  | 04     |
| 13 | Fritz Bartuszat  | 0  | 0  | ½  | 0  | 0  | 1  | 0  | 0  | 0  | 0  | ½  | 1  |    | 0  | 03     |
| 14 | Walter Schöpka   | 0  | 0  | 0  | 0  | 0  | ½  | ½  | 1  | 0  | 0  | 0  | 0  | 1  |    | 03     |

Fritz Baumbach gab wegen Erkrankung zwei Partien kampflos ab.

## Meisterschaft der Damen
Waltraud Schameitat und Ursula Altrichter setzten sich deutlich vom Feld ab. Dabei hatte Ursula Altrichter ihre ersten sieben Partien begonnen und sah bereits wie die sichere Siegerin aus. In Runde 8 unterlag sie überraschend der Tabellenletzten, womit sich der Vorsprung zu Waltraud Schameitat auf einen halben Punkt verringerte. Diesen halben Punkt verspielte Frau Altrichter schließlich im direkten Aufeinandertreffen in der letzten Runde durch ein unkorrektes Figurenopfer. Schameitat holte ihren ersten Titel. Sie wurde für das nächste Jahrzehnt zur bestimmenden Spielerin des DDR-Frauenschachs, nachdem sich Edith Keller-Herrmann weitgehend aus dem Wettkampfbetrieb zurückzog.

### Abschlusstabelle
|    | Teilnehmer             | 01 | 02 | 03 | 04 | 05 | 06 | 07 | 08 | 09 | 10 | 11 | 12 | 13 | 14 | Punkte |
| -- | ---------------------- | -- | -- | -- | -- | -- | -- | -- | -- | -- | -- | -- | -- | -- | -- | ------ |
| 01 | Waltraud Schameitat    |    | 1  | ½  | 1  | 1  | ½  | 1  | 1  | ½  | 1  | 1  | 1  | 1  | 1  | 11½    |
| 02 | Ursula Altrichter      | 0  |    | 1  | 1  | 1  | 1  | 1  | 1  | 1  | 1  | 1  | 1  | 1  | 0  | 11     |
| 03 | Elfriede Funke         | ½  | 0  |    | 0  | 1  | 0  | 1  | 1  | 1  | 1  | 1  | 0  | 1  | 1  | 08½    |
| 04 | Christel Postempski    | 0  | 0  | 1  |    | 0  | ½  | 0  | 1  | ½  | ½  | ½  | 1  | 1  | 1  | 07     |
| 05 | Luise Baumann          | 0  | 0  | 0  | 1  |    | ½  | 1  | 1  | 0  | ½  | ½  | 1  | ½  | ½  | 06½    |
| 06 | Hildegard Heucke       | ½  | 0  | 1  | ½  | ½  |    | 0  | 1  | 1  | ½  | ½  | 0  | ½  | 0  | 06     |
| 07 | Elfriede Paschke       | 0  | 0  | 0  | 1  | 0  | 1  |    | ½  | ½  | ½  | ½  | ½  | ½  | 1  | 06     |
| 08 | Susanne Großmann       | 0  | 0  | 0  | 0  | 0  | 0  | ½  |    | 1  | ½  | 1  | 1  | 1  | 1  | 06     |
| 09 | Johanna Feierabend     | ½  | 0  | 0  | ½  | 1  | 0  | ½  | 0  |    | 0  | 0  | 1  | 1  | 1  | 05½    |
| 10 | Margarete Kleinschmidt | 0  | 0  | 0  | ½  | ½  | ½  | ½  | ½  | 1  |    | 1  | 0  | 0  | 1  | 05½    |
| 11 | Ilse Haferkorn         | 0  | 0  | 0  | ½  | ½  | ½  | ½  | 0  | 1  | 0  |    | ½  | 1  | ½  | 05     |
| 12 | Anita Keßler           | 0  | 0  | 1  | 0  | 0  | 1  | ½  | 0  | 0  | 1  | ½  |    | 0  | ½  | 04½    |
| 13 | Gerda Kupka            | 0  | 0  | 0  | 0  | ½  | ½  | ½  | 0  | 0  | 1  | 0  | 1  |    | 1  | 04½    |
| 14 | Anita Karau            | 0  | 1  | 0  | 0  | ½  | 1  | 0  | 0  | 0  | 0  | ½  | ½  | 0  |    | 03½    |

### Dreiviertelfinale
in Aschersleben
|   | Teilnehmer         | 1 | 2 | 3 | 4 | 5 | 6 | 7 | 8 | 9 | Punkte |
| - | ------------------ | - | - | - | - | - | - | - | - | - | ------ |
| 1 | Luise Baumann      |   | ½ | 1 | 1 | ½ | 1 | ½ | ½ | 1 | 6      |
| 2 | Anita Keßler       | ½ |   | 1 | ½ | ½ | 1 | 1 | 1 | 0 | 5½     |
| 3 | Johanna Feierabend | 0 | 0 |   | 1 | 1 | ½ | 1 | 1 | 1 | 5½     |
| 4 | Gerda Kupka        | 0 | ½ | 0 |   | 1 | ½ | 1 | 1 | 1 | 5      |
| 5 | Elfriede Funke     | ½ | ½ | 0 | 0 |   | 1 | ½ | 1 | 1 | 4½     |
| 6 | Heidi Sutor        | 0 | 0 | ½ | ½ | 0 |   | 1 | 1 | 1 | 4      |
| 7 | Liddy Knoch        | ½ | 0 | 0 | 0 | ½ | 0 |   | ½ | 1 | 2½     |
| 8 | Klara Zbikowski    | ½ | 0 | 0 | 0 | 0 | 0 | ½ |   | 1 | 2      |
| 9 | Höfer              | 0 | 1 | 0 | 0 | 0 | 0 | 0 | 0 |   | 1      |

in Finsterwalde
|   | Teilnehmer         | 1 | 2 | 3 | 4 | 5 | 6 | 7 | Punkte |
| - | ------------------ | - | - | - | - | - | - | - | ------ |
| 1 | Ursula Altrichter  |   | 1 | 1 | 1 | 1 | 1 | ½ | 5½     |
| 2 | Hildegard Heucke   | 0 |   | ½ | 1 | 1 | 1 | 1 | 4½     |
| 3 | Ilse Haferkorn     | 0 | ½ |   | 0 | 1 | 1 | 1 | 3½     |
| 4 | Helga Heinold      | 0 | 0 | 1 |   | 0 | 1 | 1 | 3      |
| 5 | Martha Daunke      | 0 | 0 | 0 | 1 |   | 1 | 1 | 3      |
| 6 | Gertrud Schameitat | 0 | 0 | 0 | 0 | 0 |   | 1 | 1      |
| 7 | Richter            | ½ | 0 | 0 | 0 | 0 | 0 |   | 0½     |

in Oschatz
|   | Teilnehmer             | 1 | 2 | 3 | 4 | 5 | 6 | 7 | Punkte |
| - | ---------------------- | - | - | - | - | - | - | - | ------ |
| 1 | Susanne Großmann       |   | 0 | 1 | 1 | 1 | 1 | 1 | 5      |
| 2 | Margarete Kleinschmidt | 1 |   | 1 | 0 | 1 | ½ | 1 | 4½     |
| 3 | Elfriede Paschke       | 0 | 0 |   | 1 | ½ | 1 | 1 | 3½     |
| 4 | Ursula Pohl            | 0 | 1 | 0 |   | ½ | 0 | 1 | 2½     |
| 5 | Maria Wahl             | 0 | 0 | ½ | ½ |   | 1 | ½ | 2½     |
| 6 | Christa Müthsam        | 0 | ½ | 0 | 1 | 0 |   | 1 | 2½     |
| 7 | Sophie Skladny         | 0 | 0 | 0 | 0 | ½ | 0 |   | 0½     |

## Jugendmeisterschaften
| Altersklasse | männlich                  | weiblich                       |
| ------------ | ------------------------- | ------------------------------ |
| Jugend       | Detlef Neukirch (Pößneck) | Christine Postembski (Cottbus) |